# Sitocalciférol
Le sitocalciférol, également appelé vitamine D5, est une forme de vitamine D découverte en 1936 par W. Wunderlich. Il est biosynthétisé à partir du 7-déshydrositostérol, et peut être obtenu à partir du β-sitostérol par synthèse organique.
Des analogues synthétiques du sitocalciférol ont été proposés comme étant de potentiels agents antitumoraux,,.